# Ratpenat frugívor de Leschenault
El ratpenat frugívor de Leschenault (Rousettus leschenaultii) és una espècie de ratpenat de la família dels pteropòdids. Viu a Bangladesh, Bhutan, Cambodja, la Xina, l'Índia, Indonèsia, Laos, Malàisia, Myanmar, el Nepal, el Pakistan, Sri Lanka, Tailàndia i el Vietnam. El seu hàbitat natural són els boscos humits tropicals, tot i que també viu en hàbitats molt diferents i fins i tot a zones urbanes. Encara que no sembla que hi hagi cap amenaça significativa per a la seva supervivència, és considerada una espècie gairebé amenaçada.